# Вамэй (тропический шторм)
Тропический шторм Вамэй (англ. Tropical Storm Vamei, международное обозначение: 0126, обозначение JTWC: 32W), иногда известный как тайфун Вамэй (англ. Typhoon Vamei), ранее также как тропический шторм 05B (Tropical Storm 05B) — тропический циклон, известный тем, что сформировался ближе к экватору, чем любой другой тропический циклон за всю историю наблюдений. Вамэй сформировался 26 декабря как последний тропический циклон тихоокеанского сезона тайфунов 2001 года на 1,4 ° северной широты в Южно-Китайском море. Он быстро усилился и вышел на сушу на юго-западе Малайзии. Он практически рассеялся над островом Суматра 28 декабря, а его остатки позже вновь реорганизовались над Индийским океаном. Хотя официально этот тропический циклон обозначается как тропический шторм, его интенсивность спорная, а некоторые агентства классифицируют его как тайфун, основываясь на скорости ветра в 39 м / с и наличии глаза.
Этот шторм вызвал наводнения и оползни в восточной Малайзии, причинив ущерб на 3,6 млн долларов США (по ценам 2001 года) и пять жертв.